# 에릭 밸포
에릭 밸포(Eric Balfour, 1977년 4월 24일 - )는 미국의 배우이자 가수이다. 로스앤젤레스에서 샤론과 데이비드 밸포 사이에서 태어났다. 1990년대 초 브리트니 머피와 함께 밴드 Blessed Soul 소속이었다. 현재는 Born as Ghosts(과거 이름: Fredalba)라는 밴드 일원이다.

## 출연 작품

### 영화
- 섀터드 이미지 (1998)
- 왓 위민 원트 (2000)
- 텍사스 전기톱 연쇄살인사건 (2003)

### 텔레비전
- 식스 핏 언더 (2001-03)
- 24 (2001-02, 2007)
- The O.C. (2004)
- 헤이븐 (2010-15)